# Édélestand Du Méril
Édélestand Du Méril (* 26. März 1801 in Valognes; † 24. Mai 1871 in Paris) war ein französischer Romanist und Skandinavist.

## Leben und Werk
Édélestand Pontas Du Méril war der Vetter von Jules Barbey d’Aurevilly. Er lebte als gelehrter Privatier in Passy (Paris).

## Werke
- (unter dem Pseudonym Antoine Giguet) L’art poétique à l’usage du dix-neuvième siècle. Poème posthume en cinq chants et en vers, Paris 1826
- Philosophie du budget, Paris 1835
- Histoire de la poésie scandinave. Prolégomènes, Paris 1839
- Essai philosophique sur le principe et les formes de versification, Paris 1841
- Essai sur l’origine des runes, Paris 1844
- (Hrsg.) La Mort de Garin le Loherain, Paris 1846, 1862, Genf 1969
- (Hrsg.) Poésies populaires latines du Moyen Age, Paris 1847, Bologna 1969, Genf 1977
- (mit Alfred Du Méril) Dictionnaire du patois normand, Caen 1849 (99 + 222 Seiten)
- Les Origines latines du théâtre moderne, Paris 1849, Leipzig/Paris 1897
- Mélanges archéologiques et littéraires, Paris 1850
- Essai philosophique sur la formation de la langue française, Franck, Paris 1852
- Poésies inédites du moyen âge. Précédées d’une histoire de la fable ésopique, Paris 1854, 1864, 1874, Bologna 1969, Genf 1977
- (Hrsg.) Floire et Blanceflor, poèmes du XIIIe siècle, Paris 1856, Nendeln 1970
- Des formes du mariage et des usages populaires qui s’y rattachent surtout en France pendant le Moyen-Age, Paris 1861
- Études sur quelques points d’archéologie et d’histoire littéraire, Paris 1862
- Histoire de la comédie, 2 Bde., Paris 1864–1869